# Real Betis
Real Betis Balompié, thường gọi là Real Betis (phát âm [reˈal ˈβetis]) hoặc chỉ đơn giản là Betis, là một câu lạc bộ bóng đá Tây Ban Nha có trụ sở tại Sevilla, Tây Ban Nha, trong cộng đồng tự trị Andalucía. Câu lạc bộ được thành lập vào ngày 12 tháng 9 năm 1907 và thi đấu ở La Liga, giành chức vô địch Segunda División trong mùa giải 2014-15. Real Betis tổ chức các trận đấu trên sân nhà tại sân vận động Benito Villamarín ở phía Nam của thành phố.
Real Betis đã 1 lần vô địch quốc gia năm 1935 và 3 lần vô địch Cúp Nhà vua năm 1977, 2005 và 2022. Với lịch sử đầy biến động của câu lạc bộ và nhiều lần xuống hạng, phương châm của câu lạc bộ là ¡Viva el Betis manque (aunque) pierda! ("Betis muôn năm dù họ thua!").

## Danh hiệu
- La Liga
  - Vô địch (1): 1934–35
- Copa del Rey
  - Vô địch (3): 1976–77, 2004–05, 2021–22
- Siêu cúp bóng đá Tây Ban Nha
  - Á quân (1): 2005
- Segunda Division
  - Vô địch (7): 931–32, 1941–42, 1957–58, 1970–71, 1973–74, 2010–11, 2014–15

## Cầu thủ

### Đội hình hiện tại
Tính đến 25 tháng 1 năm 2025
Ghi chú: Quốc kỳ chỉ đội tuyển quốc gia được xác định rõ trong điều lệ tư cách FIFA. Các cầu thủ có thể giữ hơn một quốc tịch ngoài FIFA.
| Số | VT | Quốc gia               | Cầu thủ                         |
| -- | -- | ---------------------- | ------------------------------- |
| 2  | HV | Tây Ban Nha            | Héctor Bellerín                 |
| 3  | HV | Tây Ban Nha            | Diego Llorente                  |
| 4  | TV | Hoa Kỳ                 | Johnny Cardoso                  |
| 5  | HV | Tây Ban Nha            | Marc Bartra                     |
| 6  | HV | Brasil                 | Natan (mượn từ Napoli)          |
| 7  | TĐ | Tây Ban Nha            | Juanmi                          |
| 8  | TĐ | Brasil                 | Vitor Roque (mượn từ Barcelona) |
| 9  | TĐ | Argentina              | Chimy Ávila                     |
| 10 | TĐ | Maroc                  | Abde Ezzalzouli                 |
| 11 | TĐ | Cộng hòa Dân chủ Congo | Cédric Bakambu                  |
| 12 | HV | Thụy Sĩ                | Ricardo Rodriguez               |
| 13 | TM | Tây Ban Nha            | Adrián                          |
| 14 | TV | Bồ Đào Nha             | William Carvalho                |

| Số | VT | Quốc gia    | Cầu thủ                            |
| -- | -- | ----------- | ---------------------------------- |
| 15 | HV | Pháp        | Romain Perraud                     |
| 16 | TV | Tây Ban Nha | Sergi Altimira                     |
| 17 | TĐ | Brasil      | Antony (mượn từ Manchester United) |
| 18 | TV | Tây Ban Nha | Pablo Fornals                      |
| 19 | TV | Tây Ban Nha | Iker Losada                        |
| 20 | TV | Argentina   | Giovani Lo Celso                   |
| 21 | TV | Tây Ban Nha | Marc Roca                          |
| 22 | TV | Tây Ban Nha | Isco                               |
| 23 | HV | Sénégal     | Youssouf Sabaly                    |
| 24 | TĐ | Tây Ban Nha | Aitor Ruibal (đội trưởng)          |
| 25 | TM | Tây Ban Nha | Fran Vieites                       |
| 32 | HV | Sénégal     | Nobel Mendy                        |

### Đội dự bị
Ghi chú: Quốc kỳ chỉ đội tuyển quốc gia được xác định rõ trong điều lệ tư cách FIFA. Các cầu thủ có thể giữ hơn một quốc tịch ngoài FIFA.
| Số | VT | Quốc gia    | Cầu thủ       |
| -- | -- | ----------- | ------------- |
| 43 | HV | Tây Ban Nha | Lucas Alcázar |

### Cho mượn
Ghi chú: Quốc kỳ chỉ đội tuyển quốc gia được xác định rõ trong điều lệ tư cách FIFA. Các cầu thủ có thể giữ hơn một quốc tịch ngoài FIFA.
| Số | VT | Quốc gia    | Cầu thủ                                       |
| -- | -- | ----------- | --------------------------------------------- |
| —  | HV | Tây Ban Nha | Ricardo Visus (tại Almere City đến 30/6/2025) |
| —  | HV | Tây Ban Nha | Álex Pérez (tại Inter Milan đến 30/6/2025)    |

| Số | VT | Quốc gia    | Cầu thủ                                     |
| -- | -- | ----------- | ------------------------------------------- |
| —  | TĐ | Tây Ban Nha | Yanis Senhadji (tại Tenerife đến 30/6/2025) |
| —  | TĐ | Tây Ban Nha | Borja Iglesias (tại Celta đến 30/6/2025)    |